# Amarte en libertad
«Amarte en Libertad» es una canción interpretada por la cantante mexicana Paulina Rubio, incluida en su álbum debut La chica dorada (1992). El tema fue compuesto por el veterano productor y compositor italiano Gian Pietro Felisatti y los escritores españoles J.R. Flórez y César Valle, y producido por Felisatti y Flórez,
La canción de dance pop presenta un estilo new jack swing que fue comparado con trabajos de Janet Jackson y Paula Abdul. Líricamente habla sobre amar a una persona sin limitaciones y se capaz de ser libre en la relación.
EMI Capitol de México postuló la canción como quinto sencillo del álbum, sin embargo, debido a la gira promocional que realizaba la cantante de La Chica Dorada en Sudamérica y la aproximación del lanzamiento de su segundo álbum de estudio, 24 Kilates, finalmente fue cancelada, pero permaneció pocas semanas en rotación radial en algunas regiones de México y Centroamérica.